# Liste der Naturdenkmale in Wolkenstein (Erzgebirge)
Die Liste der Naturdenkmale in Wolkenstein (Erzgebirge) nennt die Naturdenkmale in Wolkenstein im sächsischen Erzgebirgskreis.

## Definition
„Naturdenkmäler sind rechtsverbindlich festgesetzte Einzelschöpfungen der Natur oder entsprechende Flächen bis zu fünf Hektar, deren besonderer Schutz erforderlich ist
1. aus wissenschaftlichen, naturgeschichtlichen oder landeskundlichen Gründen oder
2. wegen ihrer Seltenheit, Eigenart oder Schönheit.“

„§ 18 – Naturdenkmäler – (zu § 28 BNatSchG)
(1) Die Erklärung nach § 22 Abs. 1 BNatSchG von Teilen von Natur und Landschaft als Naturdenkmal erfolgt durch Rechtsverordnung oder Einzelanordnung.
(2) Über § 28 Abs. 1 BNatSchG hinaus können Naturdenkmäler zur Sicherung von Lebensgemeinschaften oder Lebensstätten von im Bestand gefährdeten oder streng geschützten Arten festgesetzt werden.“

## Liste
Link zu einem Kartenansichtstool, um Koordinaten zu setzen.
| Bild                          | Bezeichnung     | Lage                                                          | Beschreibung                 | Datum                                                             | Nummer     |
| ----------------------------- | --------------- | ------------------------------------------------------------- | ---------------------------- | ----------------------------------------------------------------- | ---------- |
| BW                            | Heidelbachtal I | Wolkenstein (50° 40′ 9,8″ N, 13° 2′ 28″ O)                    | Fläche: ca. 12271 m²         | Beschluss des Rates des Kreises Zschopau Nr. 70/77 vom 17.03.1977 | 364.23-049 |
| mehr Fotos \| Fotos hochladen | Der Hag         | Wolkenstein (50° 39′ 14,9″ N, 13° 3′ 48,8″ O)                 | Fläche: ca. 16740 m²         | Beschluss des Rates des Kreises Zschopau Nr. 81 vom 21.03.1958    | 364.23-256 |
| mehr Fotos \| Fotos hochladen | Rosskastanie    | Wolkenstein Bahnhofstraße 1 (50° 39′ 22,4″ N, 13° 3′ 57,9″ O) | als Naturdenkmal beschildert | ?                                                                 |            |